# 比企理恵
比企 理恵（ひき りえ、1965年10月10日 - ）は、日本の歌手、女優。本名、中越 理恵子（旧姓、比企）。
東京都生まれ。所属事務所はホリプロ。渋谷区立笹塚中学校、港区立赤坂中学校、堀越高等学校卒業。

## 人物・来歴
1979年に第4回ホリプロタレントスカウトキャラバンで優勝し、同年12月にシングル『恋のローラーブーツ』で歌手デビュー、以後アイドルとして活動する。デビューに際し、芸名を一般公募したが、最終的には「本名から子を外すこと」に留まった。歌手としては『恋のローラーブーツ』がオリコンチャート199位で最高位だった。
テレビドラマでは一連の大映ドラマに多く出演。松村雄基や鶴見辰吾、伊藤かずえらと活躍した。
ミュージカルでは『ピーターパン』で6年連続でウェンディ役を演じ、2001年からはダーリング夫人を演じている（2010年の公演では出演回数が500回を超えた）。
父親の病気、自身の子宮頸癌やパニック障害に苦しみ、6年間で400近い神社を巡った経験談（後述）をもとに『比企理恵の神社でヒーリング』を出版した。
2010年に『魔女たちの22時』にて結婚を発表（相手は高校時代の同級生で、蜷川幸雄作品などの舞台美術家を務める中越司）。自らのブログでも同年5月21日付で結婚を報告した。

## 交友関係
大映ドラマで共演した松村雄基や鶴見辰吾、伊藤かずえ、またいとうまい子とは以後も親しくしている。
同年齢の1980年代人気アイドル歌手である柏原芳恵とは親友であり、公私ともに交流が続いている。 
神田正輝とその娘である神田沙也加と交流があり、2021年12月18日に沙也加が死去した知らせを聞いた時にはブログで追悼のコメントを送った。

## 神社巡り
子供のころは、神社とまったく縁がなく、両親も関心がなかったため、家族で初詣に行くこともあまりなかったという。
18歳のとき、子宮頸癌との診断を受け、ショックを受けながらも何とか助かろうと、さまざまな民間療法を試すほか、宗教家の心霊療法を受けるなどする。このとき神社参りはしていなかったが、3か月後、「ガンが消えた」との診断を受け、ホッとすると同時に、このときの体験から、目にみえないものの存在を信じるようになったという。
20代の半ば、パニック障害や金縛りに悩まされるようになるのと同時に父親が病気になり、ヒーリング・ミュージックで知られる宮下富実夫の勧めにより、親子3人で戸隠神社（長野県長野市）で本格的な参拝を行ったところ、自身の症状が消え、父親の病気も治ったという。以後、家族で毎年戸隠神社に参拝するようになった。
戸隠神社参拝後、他の神社にも参拝するようになり、 富士山本宮浅間大社（静岡県富士宮市）の参拝後間もなく舞台の大役に抜擢されるなどし、また、各地の神社を巡れば巡るほど体調がよくなるようにも感じ、ついに神社巡りがライフワークのようなものになった。
なぜ神社巡りをするようになったかについて、以上の体験のほか、比企一族が先祖であることを意識しており、滅亡した一族の墓が妙本寺（神奈川県鎌倉市）にあるとされるなどの歴史が気になっていることが、神社や仏閣へのこだわりと関係があるかもしれないと語る。
神社巡りを「神社ヒーリング」と名づけ、神社を「お参りするだけで心を癒してくれるヒーリング・スペースであり、開運の道しるべとなる場所」だと語る。参拝して特に感銘を受けた神社として、上述の戸隠神社、富士山本宮浅間大社のほか、椿大神社（三重県鈴鹿市）や熱田神宮（愛知県名古屋市熱田区）などをあげる。また、玉依姫を守り神として意識しているという。

## 出演

### 舞台
- ピーターパン
  - （1982年 - 1987年、新宿コマ劇場） - ウエンディ役（6年連続）
  - （2001年、青山劇場） - ダーリング夫人役、ジェーン役
  - （2002年 - 2010年、東京国際フォーラム 他） - ダーリング夫人役、ジェーン役
- 12ヶ月のニーナ（1989年、中日劇場）
- 何の花か薫る（1989年、FM東京ホール）
- 片岡孝夫特別公演 人形佐七捕物帖（1990年、大阪新歌舞伎座）
- 付き馬屋・おえん（1991年、梅田コマ劇場）
- レ・ミゼラブル（1991年、帝国劇場） - エポニーヌ 役
- 伽羅の香（1993年、芸術座）
- おお、ナポリ！（1993年、銀座セゾン劇場）
- ウインド・イン・ザ・ウィロー（1993年、青山劇場）
- 冬のこほろぎ（1995年、六行会ホール） - ひとり芝居
- 滝の白糸（1995年、帝国劇場）
- 旗本退屈男（1995年、飛天・御園座）
- 父に捧げる子守唄（1996年、名鉄ホール）
- 桃太郎侍
  - （1997年、明治座）
  - （1999年、松竹座）
- 映画に出たい!（1997年、新紀伊国屋ホールサザン）
- 出雲の阿国
  - （1998年、明治座）
  - （2000年、博多座）
- 三婆
  - （1998年、明治座）
  - （2000年、芸術座）
  - （2002年2月、梅田芸術劇場 / 2002年11月、博多座）
- 銭形平次（1998年、明治座）
- 風流 夢大名（1998年、明治座）
- ひめゆり（1998年、世田谷パブリックシアター）
- 北大路欣也特別公演 旗本退屈男（2000年、博多座）
- ラン・フォー・ユア・ワイフ（2000年、本多劇場 他）
- MIRACLE（2005年）
- 山口百恵トリビュート・ミュージカル プレイバックpart2 屋上の天使（2005年、東京国際フォーラム）
- 秦建日子プロデュース公演Vol.13「Pain」（2011年9月、ウッディシアター中目黒）
- 舞台「ぼくらの七日間戦争2025」（2025年公演予定、東京建物 Brillia HALL 他） - 菊地詩乃 役[4]

### テレビドラマ
- なぜか初恋・南風（1980年、TBS）
- ピーマン白書 （1980年、フジテレビ・テレビマンユニオン） - 花村京子
- 森繁久彌のおやじは熟年（1981年、ANB） ‐ 大文字のぞみ
- 玉ねぎむいたら…（1981年、TBS）
- 秘密のデカちゃん（1981年、TBS・大映テレビ）
- 憤激の恋（1981年、NHK）
- オレ達全員奈津子の子（1982年、日本テレビ）
- だんなさまは18歳（1983年、TBS・大映テレビ）
- エプロンおばさん（1983年、フジテレビ）
- 高校聖夫婦（1983年、TBS・大映テレビ）
- 月曜ワイド劇場（テレビ朝日）
  - 「妻たちの思秋期 夫たちよ! 妻はある日突然消えていく」（1983年6月27日）
  - 「女囚犯歴簿III」（1984年2月13日）
- 青い瞳の聖ライフ（1984年、フジテレビジョン・大映テレビ）
- 青春はみだし刑事（1983年、よみうりテレビ）
- 中卒・東大一直線 もう高校はいらない!（1984年、TBS）
- 月曜ドラマランド「エプロンおばさんスペシャル」（1983年8月1日、フジテレビ）
- 木曜ゴールデンドラマ「非行の罠」（1984年3月15日、よみうりテレビ）
- 不良少女とよばれて（1984年、TBS・大映テレビ）
- スタア誕生（1985年、フジテレビ・大映テレビ）
- ポニーテールはふり向かない（1985年、TBS・大映テレビ）
- 土曜ワイド劇場（ANB）
  - 「迷探偵記者羽鳥雄太郎と駆け出し女刑事シリーズ1 飛騨高山に女の幽霊を見た!」（1985年11月） - 依田光子
  - 「探偵・神津恭介の殺人推理5 血ぬられた薔薇」（1986年8月）
  - 「月光の死美人 東名高速殺人ラインのトリック!」（1987年8月27日）
  - 「瀬戸内海 深夜航路の女」（1990年5月12日） - 島村典子
  - 「家政婦は見た!9 有名進学塾マドンナ教師の妖しい秘密」（1991年1月・大映テレビ）
  - 「さくら署の女たち」（2006年9月9日、テレビ朝日） - 鑑識課員 藤森ゆか 役
  - 「炎の警備隊長・五十嵐杜夫9」（2011年7月9日、朝日放送） - 原口美紀子 役
  - 「デパート仕掛け人!天王寺珠美の殺人推理6 狙われた同窓会!初恋の人に殺人疑惑?」（2013年7月20日、朝日放送） - 倉田順子 役
  - 「温泉若おかみの殺人推理26 日光鬼怒川温泉〜殺意のライン下り!!」（2013年8月24日、テレビ朝日） - 田崎友実恵 役
- 火曜サスペンス劇場（日本テレビ）
  - 「ロープ殺人事件 少年の死の背後にかくされた真実は何か?」（1985年2月12日）
  - 「三年目の誤算」（1986年8月26日）
- 池中玄太80キロ スペシャル（1986年、日本テレビ）
- おんな風林火山（1986年、TBS・大映テレビ） - 真理姫 役
- 女ふたり捜査官 第12話「張込み・温泉街の母」（1986年、朝日放送 / テレパック）
- 銭形平次 第28話「十手返上」（1987年、NTV）
- 水曜ドラマスペシャル「新人類スチュワーデス二人旅」（1987年6月3日、TBS）
- 若大将天下ご免! 第24話「初恋探し上州路！」（1987年、テレビ朝日） - お照 役
- 三匹が斬る!
  - 第1シリーズ 第13話「冬椿、越すに越されぬ女郎坂」（1988年1月21日、テレビ朝日）
  - 第2シリーズ 第12話「謎の幽霊船、鬼も泣いたか島原哀歌」（1990年4月26日、テレビ朝日） - おえい 役
- NEWジャングル 第30話「ふたり」（1988年、日本テレビ・東宝） - 杉浦まき子 役
- 名奉行 遠山の金さん（テレビ朝日・東映）
  - 第1シリーズ 第18話「二つの顔の仕事人」（1988年9月22日） - おしの 役
  - 第2シリーズ 第15話「美女誘拐!悪事が匂う蔵の中」（1989年9月21日） - お弓 役
- ハッピーバースデー殺人事件（1988年10月9日、フジテレビ）
- 暴れん坊将軍III（テレビ朝日）
  - 第41話「娘十七はぐれ唄」（1988年） - おちか 役
  - 第97話「対決! 三人の白頭巾」（1990年） - お邦 役
- 水戸黄門（TBS / C.A.L）
  - 第18部 第13話「船幽霊の謎を解け・敦賀」（1988年12月5日） - お光 役
  - 第19部 第12話「仇討ち悲願の名人芸・一関」（1989年12月11日） - おしの 役
  - 第38部 第4話「人形一座に春が来た・淡路」（2008年1月28日） - おすず 役
- 火曜スーパーワイド「現代（秘）大奥ドラマ 女秘書、春日局別れていいとも旅 長良川温泉－養老の旅」（1989年2月21日、日本テレビ）
- 電脳警察サイバーコップ 第20話「うなる必殺武器!! ギガマックスの威力」（1989年、日本テレビ・東宝企画） - 三枝道子 役
- パナソニックスペシャル「キスの温度 いちばん近い他人」（1989年5月9日、日本テレビ）
- お江戸捕物日記 照姫七変化 第5話「狙われた女スリ!」（1990年、フジテレビ・東映）
- ブスでゴメンね!（1994年、日本テレビ）
- はぐれ刑事純情派（1995年、テレビ朝日） - ゲスト
- 月曜ミステリー劇場 万引きGメン・二階堂雪(11)「美形願望」（2004年、TBS） - 鹿取たまき 役
- 金曜エンタテイメント 山村美紗サスペンス 赤い霊柩車シリーズ（フジテレビ）
  - 第1作 「京都豪邸密室殺人の謎」（1992年3月6日） - 矢野涼子 役
  - 第19作 「見知らぬ招待客」（2004年10月8日） - 吉田和代 役
- 事件記者 浦上伸介 4（2006年、テレビ東京） - 川辺裕子
- 死ぬかと思った（2007年、日本テレビ）
- 花より男子2 第9話（2007年、TBS） - 優紀の母親 役
- 恋のから騒ぎ 〜Love StoriesIV〜「声が震える女」（2007年11月30日、日本テレビ系）
- 腐女子デカ 第2話（2008年1月26日、EX日）ゲスト - 麻宮優子 役
- 斉藤さん 第6話（2008年2月13日、日本テレビ）
- 再婚一直線!（2008年5月12日 - 7月11日、TBS） - 水沢マリア 役
- 世にも奇妙な物語 秋の特別編「死後婚」（2008年、フジテレビ） - 鈴原葉子（声のみ） 役
- 温泉へGo!（2008年11月、TBS）
- その男、副署長 第4話（2009年11月5日、テレビ朝日）
- 月曜ゴールデン 刑事シュート しゅうと&ムコの事件日誌(2)「大病院で奇妙な殺人事件〜禁断の愛が生んだ悲劇」（2010年3月15日、TBS） - 静江 役
- 崖っぷちのエリー 第2話（2010年7月16日、テレビ朝日） - 女性編集長 役
- 土曜プレミアム 浅見光彦シリーズ(40) 「棄霊島（第二夜）」（2011年5月7日，フジテレビ） - 岡村さくら(宮司の娘) 役
- フリーター、家を買う。スペシャル（2011年10月4日、フジテレビ） - 星野蓉子 役
- 相棒 season10 第10話（2012年1月1日、テレビ朝日） - 高野恭子 役
- 特命係長 只野仁 ファイナル 第1夜（2012年1月6日、テレビ朝日） - 階見恵理子 役
- 月曜ゴールデン 北海道警察 笑う警官（2013年7月29日、TBS） - 寿真紀子 役
- 潔子爛漫（2013年、東海テレビ） - 木村八重 役
- 金曜プレステージ 「医療捜査官 財前一二三5 湯けむりに沈む殺意!温泉病院殺人事件」（2014年6月6日、フジテレビ） - 藤田亜美 役
- 三匹のおっさん2〜正義の味方、ふたたび!!〜 第2話（2015年5月1日、テレビ東京） - 町内パトロールの主婦 役
- 水曜ミステリー9 「刑事吉永誠一 涙の事件簿13 湖で拾った女」（2016年1月6日、テレビ東京）
- 百年の計、我にあり（2016年1月3日、TBS） - 広瀬幸 役
- 99.9-刑事専門弁護士- 第4話（2016年5月8日、TBS） - 菊池英子 役
- 記憶捜査〜新宿東署事件ファイル〜 第6話（2019年2月22日、テレビ東京） ‐ 加藤徹子 役

### その他の番組
- ツービート 笑ってゴマかせ!
- 土曜スペシャル（2010年1月16日、テレビ東京・直行バスで行く草津温泉リゾート：共演は飯星景子）
- いい旅・夢気分SP（2010年11月10日、テレビ東京・美しきにっぽんの旅 紅葉スペシャル 宮城県の旅：共演はいとうまい子）
- 絶対に笑ってはいけない空港24時（2011年12月31日、日本テレビ）

### ラジオ
- おしゃべりキャンパスメイト（STVラジオ）
- 師匠シリーズ（JFN） - 前田先生 役（2016年8月）

### 映画
- 天使を誘惑（1979年、東宝） - 女子中学生 役
- 卒業プルーフ（1987年、東映クラシックフィルム） - 熊本葉子 役
- 菩提樹 リンデンバウム（1988年、東映）
- ポップコーンLOVE（1990年、ディレクターズ・カンパニー）
- 難波金融伝ミナミの帝王劇場版partX「待つ女」（1997年、Softgarage）
- ナナとカオル（2011年、vap） - 杉村和香 役

### オリジナルビデオ
- 2人のマジカル・ナイト（1991年、東映ビデオ）

## ディスコグラフィー

### シングル
1. 恋のローラー・ブーツ　作詞：橋本淳　作曲：佐々木勉 （1979年12月1日）
 （c/w） ラブチェアーにすわって
2. ARE YOU HAPPY? 　作詞：橋本淳　作曲：佐々木勉（1980年3月1日）
 （c/w） Mr.スーパーボール
3. 陽気なフラ・ベイビー　作詞：佐々木勉　作曲：佐々木勉 （1980年6月1日）
 （c/w） 恋って不思議ね
4. 恋のワナ・ワナ　作詞：森雪之丞　作曲：森雪之丞 （1980年9月1日）
 （c/w） ホット・ラブ No.1
5. 想像力少女　作詞：森雪之丞　作曲：森雪之丞 （1980年12月1日）
 （c/w） オールマイティ

### オリジナル・アルバム
1. ラッキー・ギャル（1980年、AX-7284）
『恋のワナ・ワナ』までのシングル曲が収録されている

### ベスト・アルバム
1. アイドル・ミラクルバイブルシリーズ 比企理恵ベスト（2004.12.01）

## 書籍
- 『神社でヒーリング』（初版）実業之日本社（原著2010年11月3日）。ISBN 9784408108704。
- 『比企理恵の神社でヒーリング』（初版）実業之日本社（原著2001年9月26日）。ISBN 9784408321257。
- 木村晴（撮影）『Confuse（コンフューズ）―比企理恵写真集』（初版）ワニブックス（原著1990年1月10日）。ISBN 9784847021268。